# Satsuma (Alabama)
 Satsuma és una població dels Estats Units a l'estat d'Alabama. Segons el cens del 2000 tenia 5.687 habitants.

## Demografia
Segons el cens del 2000, Satsuma tenia 5.687 habitants, 2.017 habitatges, i 1.688 famílies La densitat de població era de 337,3 habitants/km².
Dels 2.017 habitatges en un 37,5% hi vivien nens de menys de 18 anys, en un 71,3% hi vivien parelles casades, en un 8,9% dones solteres, i en un 16,3% no eren unitats familiars. En el 14,8% dels habitatges hi vivien persones soles el 6,8% de les quals corresponia a persones de 65 anys o més que vivien soles. El nombre mitjà de persones vivint en cada habitatge era de 2,81 i el nombre mitjà de persones que vivien en cada família era de 3,1.
Per edats la població es repartia de la següent manera: un 26% tenia menys de 18 anys, un 8,3% entre 18 i 24, un 28% entre 25 i 44, un 26,5% de 45 a 60 i un 11,2% 65 anys o més.
L'edat mediana era de 38 anys. Per cada 100 dones hi havia 96,2 homes. Per cada 100 dones de 18 o més anys hi havia 91,3 homes.
La renda mediana per habitatge era de 50.496 $ i la renda mediana per família de 53.180 $. Els homes tenien una renda mediana de 39.123 $ mentre que les dones 24.851 $. La renda per capita de la població era de 23.972 $. Aproximadament el 4,7% de les famílies i el 6% de la població estaven per davall del llindar de pobresa.

## Poblacions més properes
El següent diagrama mostra les poblacions més properes.